# 丹羽長貴
丹羽 長貴（にわ ながよし）は、江戸時代中期の大名。陸奥国二本松藩の第7代藩主。通称は五郎左衛門。官位は従四位下・左京大夫、侍従。丹羽家第8代。

## 略歴
第6代藩主・丹羽高庸の長男。母は宮沢氏。
明和3年（1766年）1月27日、父・高庸が死去したため家督を継いだ。同年2月15日、10代将軍・徳川家治にお目見えする。同年12月19日、従五位下左京大夫に叙任する。安永元年（1772年）12月18日、従四位下に昇進する。寛政4年（1792年）12月16日、侍従に任官する。
寛政8年（1796年）に死去し、家督を長男・長祥が継いだ。戒名は雄峯院殿覺道俊英大居士。墓所は福島県二本松市の大隣寺。

## 系譜
父母
- 丹羽高庸（父）
- 宮沢氏 ー 側室（母）

正室
- 於貞 ー 伊達村候の娘

側室
- 石川氏
- 千代
- 高木氏
- 松原氏
- 谷氏

子女
- 丹羽長祥（長男）生母は石川氏（側室）
- 丹羽貴晋（次男）生母は千代（側室）
- 生駒親孝[2]（三男）生母は松原氏（側室）
- 享姫 ー 島津斉宣継室、生母は石川氏（側室）
- 丹羽貴正室、生母は高木氏（側室）
- 池田斉敏継室